# Пољаци (Крушевац)
Пољаци су насељено место града Крушевца у Расинском округу. Према попису из 2022. било је 264 становника (према попису из 1991. било је 501 становника).

## О историји села
Село Пољаци је једно од најстаријих села у подножју планине Јастребац. Настало је у 16. веку. Оснивач села је породица Ђокић (касније Ђорђевић), која се ту доселила гоњена од стране турске војске.

## Демографија
У насељу Пољаци живи 316 пунолетних становника, а просечна старост становништва износи 44,3 година (42,5 код мушкараца и 46,0 код жена). У насељу има 112 домаћинстава, а просечан број чланова по домаћинству је 3,51.
Ово насеље је великим делом насељено Србима (према попису из 2002. године), а у последња три пописа, примећен је пад у броју становника.
|  |

| Демографија | Демографија | Демографија |
| Година      | Становника  | Становника  |
| ----------- | ----------- | ----------- |
| 1948.       | 625         |             |
| 1953.       | 641         |             |
| 1961.       | 602         |             |
| 1971.       | 567         |             |
| 1981.       | 542         |             |
| 1991.       | 501         | 447         |
| 2002.       | 393         | 477         |

| Етнички састав према попису из 2002.‍ | Етнички састав према попису из 2002.‍ | Етнички састав према попису из 2002.‍ | Етнички састав према попису из 2002.‍ | Етнички састав према попису из 2002.‍ |
| ------------------------------------ | ------------------------------------ | ------------------------------------ | ------------------------------------ | ------------------------------------ |
|                                      |                                      |                                      |                                      |                                      |
| Срби                                 | Срби                                 |                                      | 386                                  | 98,21%                               |
| Роми                                 | Роми                                 |                                      | 5                                    | 1,27%                                |
| Македонци                            | Македонци                            |                                      | 2                                    | 0,50%                                |
| непознато                            | непознато                            |                                      | 0                                    | 0,0%                                 |

| Година пописа     | 1948. | 1953. | 1961. | 1971. | 1981. | 1991. | 2002. |
| ----------------- | ----- | ----- | ----- | ----- | ----- | ----- | ----- |
| Број домаћинстава | 117   | 123   | 135   | 131   | 123   | 122   | 112   |

| Број чланова      | 1  | 2  | 3  | 4  | 5  | 6  | 7 | 8 | 9 | 10 и више | Просек |
| ----------------- | -- | -- | -- | -- | -- | -- | - | - | - | --------- | ------ |
| Број домаћинстава | 17 | 28 | 15 | 15 | 17 | 13 | 4 | 3 | 0 | 0         | 3,51   |

| Пол    | Укупно | Неожењен/Неудата | Ожењен/Удата | Удовац/Удовица | Разведен/Разведена | Непознато |
| ------ | ------ | ---------------- | ------------ | -------------- | ------------------ | --------- |
| Мушки  | 157    | 28               | 114          | 12             | 3                  | 0         |
| Женски | 172    | 18               | 121          | 30             | 3                  | 0         |
| УКУПНО | 329    | 46               | 235          | 42             | 6                  | 0         |

| Пол    | Укупно                    | Пољопривреда, лов и шумарство | Рибарство                            | Вађење руде и камена | Прерађивачка индустрија       |
| ------ | ------------------------- | ----------------------------- | ------------------------------------ | -------------------- | ----------------------------- |
| Мушки  | 77                        | 40                            | 0                                    | 0                    | 19                            |
| Женски | 55                        | 45                            | 0                                    | 0                    | 5                             |
| УКУПНО | 132                       | 85                            | 0                                    | 0                    | 24                            |
| Пол    | Производња и снабдевање   | Грађевинарство                | Трговина                             | Хотели и ресторани   | Саобраћај, складиштење и везе |
| Мушки  | 2                         | 1                             | 2                                    | 1                    | 6                             |
| Женски | 0                         | 0                             | 0                                    | 3                    | 0                             |
| УКУПНО | 2                         | 1                             | 2                                    | 4                    | 6                             |
| Пол    | Финансијско посредовање   | Некретнине                    | Државна управа и одбрана             | Образовање           | Здравствени и социјални рад   |
| Мушки  | 0                         | 0                             | 3                                    | 1                    | 0                             |
| Женски | 0                         | 0                             | 0                                    | 0                    | 1                             |
| УКУПНО | 0                         | 0                             | 3                                    | 1                    | 1                             |
| Пол    | Остале услужне активности | Приватна домаћинства          | Екстериторијалне организације и тела | Непознато            | Непознато                     |
| Мушки  | 0                         | 0                             | 0                                    | 2                    | 2                             |
| Женски | 1                         | 0                             | 0                                    | 0                    | 0                             |
| УКУПНО | 1                         | 0                             | 0                                    | 2                    | 2                             |